# Cichlasomatinae
Sous-famille
Les Cichlasomatinae Kullander, 1998 sont une sous-famille de Cichlidés d'Amérique du Sud, d'Amérique centrale et des Antilles. 38 genres et plus de 200 espèces sont décrits.

## Tribus et genres
Tribu Acaroniini Kullander, 1998
- Acaronia Myers, 1940 deux espèces

Tribu Cichlasomatini Kullander, 1998
- Aequidens Eigenmann & Bray, 1894 23 espèces
- Bujurquina Kullander, 1986 17 espèces
- Cichlasoma Swainson, 1839 14 espèces
- Cleithracara Kullander & Nijssen, 1989 une espèce
- Hypsophrys Agassiz, 1859 deux espèces
- Ivanacara Römer & Hahn, 2006 deux espèces
- Krobia Kullander & Nijssen, 1989 deux espèces
- Laetacara Kullander, 1986 cinq espèces
- Nannacara Regan, 1905 quatre espèces
- Paratheraps Werner & Stawikowski, 1989 huit espèces
- Tahuantinsuyoa Kullander, 1986 deux espèces
- †Proterocara Malabarba et al. 2006 fossil
- †Tremembichthys Silva Santos & Santos, 1993 fossil
- †Macracara Woodward, 1939 fossil

Tribu Heroini Kullander, 1998
- Amatitlania Schmitter-Soto, 2007 quatre espèces
- Australoheros Rícan & Kullander, 2006 18 espèces
- Caquetaia Fowler, 1945 quatre espèces
- Herichthys Baird & Girard, 1854 dix espèces
- Heroina Kullander, 1996 une espèce
- Heros Heckel, 1840 quatre espèces
- Hoplarchus Kaup, 1860 une espèce
- Hypselecara Kullander, 1986 deux espèces
- Mesonauta Günther, 1862 six espèces
- Nandopsis Gill, 1862 trois espèces Cuba et Hispaniola
- Parachromis Agassiz, 1859 cinq espèces
- Paraneetroplus Regan, 1905 quatorze espèces
- Petenia Günther, 1862 une espèce
- Pterophyllum Heckel, 1840 trois espèces
- Rocio Schmitter-Soto, 2007 trois espèces
- Symphysodon Heckel, 1840 deux espèces
- Thorichthys Meek, 1904 huit espèces
- Tomocichla Regan, 1908 trois espèces
- Uaru Heckel, 1840 deux espèces

Tribu Therapsini Allgayer, 1989
- Therapsina Allgayer, 1989 (sous tribu)
  - Amphilophus Agassiz, 1859 neuf espèces
  - Astatheros Pellegrin, 1904 neuf espèces
  - Chuco Fernández Yépez, 1969 trois espèces
  - Theraps Günther, 1862 quatre espèces
  - Vieja Fernández-Yépez, 1969 six espèces
- Sous-tribu Archocentrina Allgayer, 2001
  - Archocentrus Gill in Gill & Bransford, 1877 trois espèces
  - Cryptoheros Allgayer, 2001 neuf espèces
    - Cryptoheros (Panamius ) Schmitter-Soto, 2007 une espèce
    - Cryptoheros (Bussingius) Schmitter-Soto, 2007 cinq espèces
    - Cryptoheros (Cryptoheros) Allgayer, 2001 trois espèces

## Sources
- Cichlidae
- Phylogénie
- A systematic revision of the genus Archocentrus (Perciformes: Cichlidae), with the description of two new genera and six new species Zootaxa 1603: 1–78 (2007)